# Dujuan Richards
Pour les articles homonymes, voir Richards.
Dujuan Richards, né le 10 novembre 2005 à Port Royal, est un footballeur international jamaïcain qui évolue au poste d'attaquant au Chelsea FC.

## Biographie

### Carrière en club
Né à Port Royal en Jamaïque, Dujuan Richards est formé par la Phoenix Academy dans son pays natal, avant de signer avec le Chelsea FC en mars 2023,,.

### Parcours en sélection
En mars 2023, Dujuan Richards est convoqué pour la première fois avec l'équipe senior de Jamaïque, avec plusieurs autres jeunes joueurs évoluant en Angleterre, comme Omari Hutchinson, Tyler Roberts, Dexter Lembikisa, Delano Splatt ou Dante Cassanova,,. Il honore sa première sélection le 11 mars 2023, lors du match amical contre la Trinité-et-Tobago perdu 1-0,.